# Bahnhof Jünkerath
Der Bahnhof Jünkerath (ursprünglich Jünkerath-Stadtkyll) ist ein Bahnhof an der Eifelstrecke in Jünkerath in Rheinland-Pfalz. Er war einst wichtiger Knotenbahnhof, hat diese Bedeutung jedoch durch Stilllegungen verloren und dient lediglich noch als Halt zwischen Köln und Gerolstein.

## Geschichte
Aus topografischen, sozio-ökonomischen und politischen Gründen entschied sich die Rheinische Eisenbahn-Gesellschaft erst spät dafür, eine Bahnstrecke durch die Eifel zu bauen. Dabei stand im Vordergrund, die Städte Trier und Köln miteinander zu verbinden. So begann im November 1867 der Bau der Strecke und fast genau drei Jahre später wurden Jünkerath und Gerolstein erreicht. Der folgende rasche Bau der Strecke bis Trier war durch den Deutsch-Französischen Krieg bedingt, da die Bahngesellschaft mögliche Militärtransporte erwartete. Die Durchbindung bis Trier war bereits am 15. Juni 1871 befahrbar. Seinerzeit zeigte die Eifelstrecke erstmals ihre strategisch-militärische Bedeutung. Dabei erfolgte die Anlage des Bahnhofes auf der Gemarkung der Gemeinde Glaadt, auf der seit 1687 auch die Jünkerather Hütte stand. Die heutige Gemeinde Jünkerath entstand erst rund 60 Jahre nach der Eröffnung des Bahnhofs. Ursprünglich plante das Eisenbahn-Komitee der Kreise Daun und Mayen einen Streckenverlauf über Stadtkyll. Aus diesem Grund hieß der Bahnhof bei Eröffnung Jünkerath-Stadtkyll.
Seine Bedeutung nahm Anfang des 20. Jahrhunderts mit dem Bau der in Jünkerath abzweigenden Strecken der Mittleren Ahrtalbahn und der Vennquerbahn zu. Jünkerath entwickelte sich daraufhin neben dem nahegelegenen Gerolsteiner Bahnhof zu einem wichtigen Knotenbahnhof in der Eifel. Sowohl das Güterzug- als auch das Personenzugaufkommen wuchs daraufhin rapide an, weswegen der Bahnhof Jünkerath ständig erweitert wurde. Insgesamt gab es auf dem Gelände vier Stellwerke und ein eigenes Bahnbetriebswerk. Eine besondere Bedeutung kam ihm auch wegen seiner Anbindung in Richtung Belgien zu. Daher diente er nun auch als wichtiger Rangierbahnhof für Zugbildungen.
Insbesondere während des Ersten Weltkriegs spielte Jünkerath eine bedeutende Rolle, da der Bahnhof an einer strategisch wichtigen Position für Züge an die Westfront lag. Es wird geschätzt, dass allein über die Ahrtalbahn bis zu 50.000 Soldaten, 3000 Pferde und 1000 Tonnen Material befördert wurden. Dabei war es von Bedeutung, den Aufenthalt im Bahnhof möglichst kurz zu halten, sodass sich der Bahnhof als entsprechend leistungsfähig erweisen musste. 1918 wurden schließlich bis zu 1000 Soldaten am Tag mit Verpflegung nach Belgien geschickt.
Von der französischen Besetzung des Rheinlandes 1923 war auch der Bahnhof Jünkerath betroffen. Die Bahnbeamten legten ihre Ämtern nieder und beteiligten sich an den Aufständen im Ruhrgebiet. Die Franzosen zogen erst 1925 wieder aus Jünkerath ab.
Vor und während des Zweiten Weltkriegs kam dem Bahnhof durch seine strategisch günstige Lage beim Westwall-Bau erneut große Bedeutung zu. Abermals herrschte durch die vielen Güter- und Personentransporte in Richtung belgischer Grenze Hochkonjunktur im Bahnhof. So waren 1939 über 850 Eisenbahner in Dienststellen des Bahnhofes beschäftigt. Als der Bahnhof 1944 bei Luftangriffen bombardiert wurde, wurde auch ein Zug mit sowjetischen Kriegsgefangenen getroffen. Der Bahnhof war aber nicht nur von feindlichen Angriffen betroffen: Am 12. September 1944 beschädigte eine außer Kontrolle geratene und abstürzende V1 den Bahnhof. Doch auch danach blieb der Bahnhof nicht von Luftangriffen verschont. Im Februar 1945 übernahm schließlich die deutsche Wehrmacht den Bahnhof und kontrollierte von hier aus die Brücken- und Tunnelsprengungen in der Region.
Nach dem Krieg glich das Bahnhofsgelände einem Trümmerfeld. Im Juli 1945 wurden Arbeiter aufgefordert, sich bei ihren Dienststellen zu melden, um sich am Wiederaufbau des Bahnhofs beteiligen zu können. Das gesprengte Material reichte für den Wiederaufbau dreier Stellwerke, denn es wurde versucht, möglichst viel Baumaterial wieder zu verwenden. Da keine Lokomotiven im Bahnhof waren, mussten die Schuttwaggons von Hand geschoben werden. Auch die Weichen, Gleise und Signalanlagen wurden geborgen und aufwendig wieder instand gesetzt.
Im Jahr 1948 wurde der Bahnhof wieder als Rangier- und Knotenbahnhof eröffnet und ab 1949 auch der Zugbetrieb in Richtung Belgien aufgenommen. Ab 1950 erlangte der Bahnhof seine einstige Bedeutung im Güter- und Personenverkehr zurück. Sie nahm jedoch ab Mitte der 1950er Jahre wieder ab. 1959 organisierte die Bahn ihre Betriebswerke neu und ordnete dem Bw Jünkerath das Bw Gerolstein als Außenstelle zu.
Durch den Strukturwandel in der Region folgte bereits am 26. Mai 1963 das Aus für den Personenverkehr auf der Vennquerbahn; fast genau zehn Jahre später, am 3. Juni 1973, endete der Personenverkehr auf der Mittleren Ahrtalbahn nach Dümpelfeld. Am 1. Februar 1979 wurde die Dienststelle Jünkerath aufgelöst. Ab diesem Zeitpunkt wurden die Gleise im Bahnhofsgelände und auf den Zweigstrecken zurückgebaut. 1982 wurde die Strecke nach Hillesheim stillgelegt. Jünkerath behielt seine Bedeutung als Rangierbahnhof für Zugbildungen dennoch bis in die 1990er-Jahre. 2003 wurde die Strecke nach Losheimergraben stillgelegt, die aus strategischen Gründen zur Anbindung des Truppenübungsplatzes Elsenborn aufrechterhalten worden war. Das endgültige Aus für den Rangierbahnhof kam 2004.
Seitdem wurden die Bahnanlagen erheblich zurückgebaut und das Bahnhofsgebäude vernachlässigt. In den Jahren 2011 bis 2016 kam es zu aufwendigen Modernisierungsmaßnahmen im Bahnhof, die im Rahmen eines Programms zwischen der Deutschen Bahn, dem Land Rheinland-Pfalz und den Zweckverbänden des Schienenpersonennahverkehrs, das noch bis 2019 lief, durchgeführt wurden; dafür wurden insgesamt für alle zu sanierenden Bahnhöfe 100 Millionen Euro zur Verfügung gestellt.

## Bahnhofsgebäude und Bahnhofsgelände

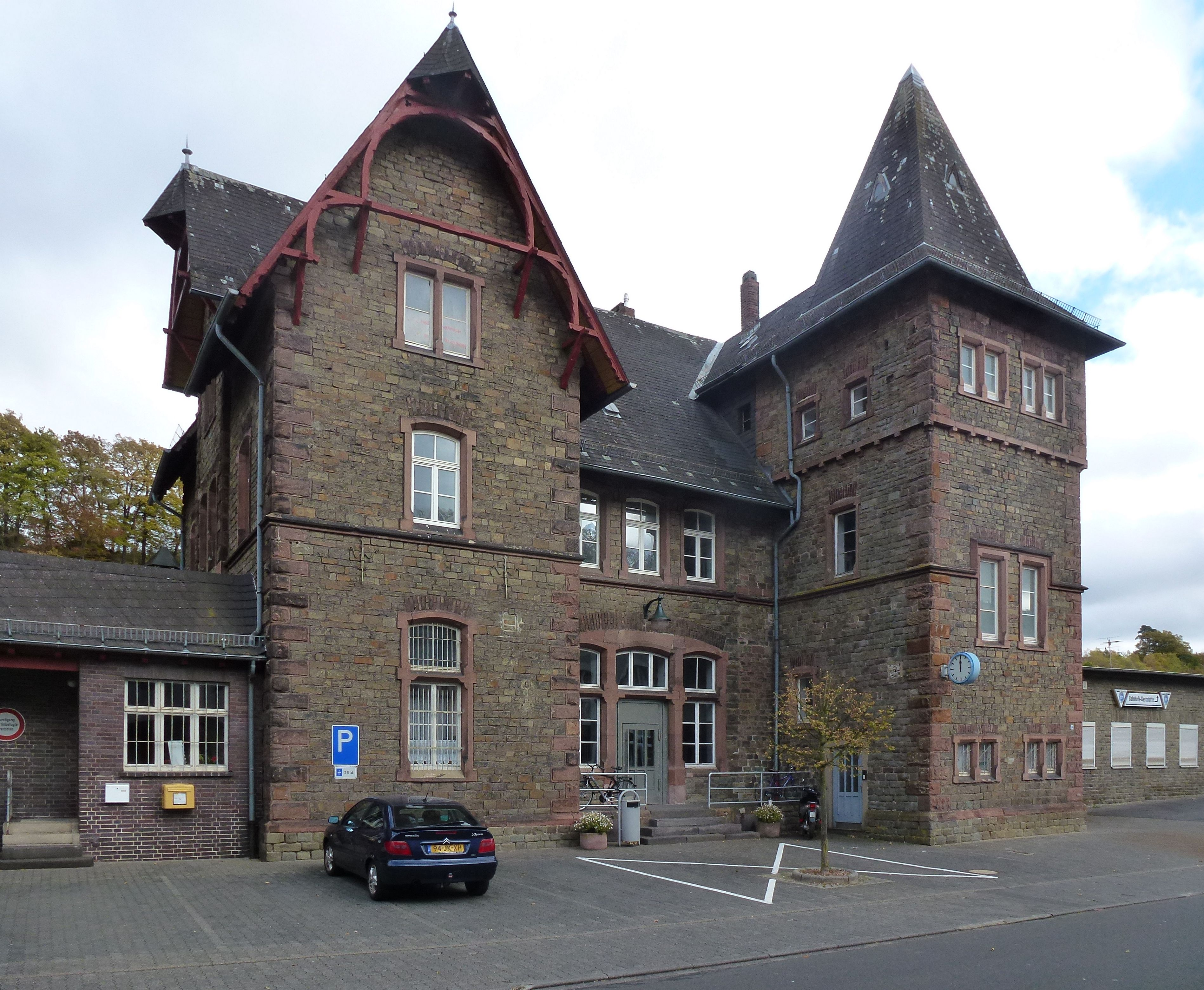
Ehemaliges Bahnhofsgebäude

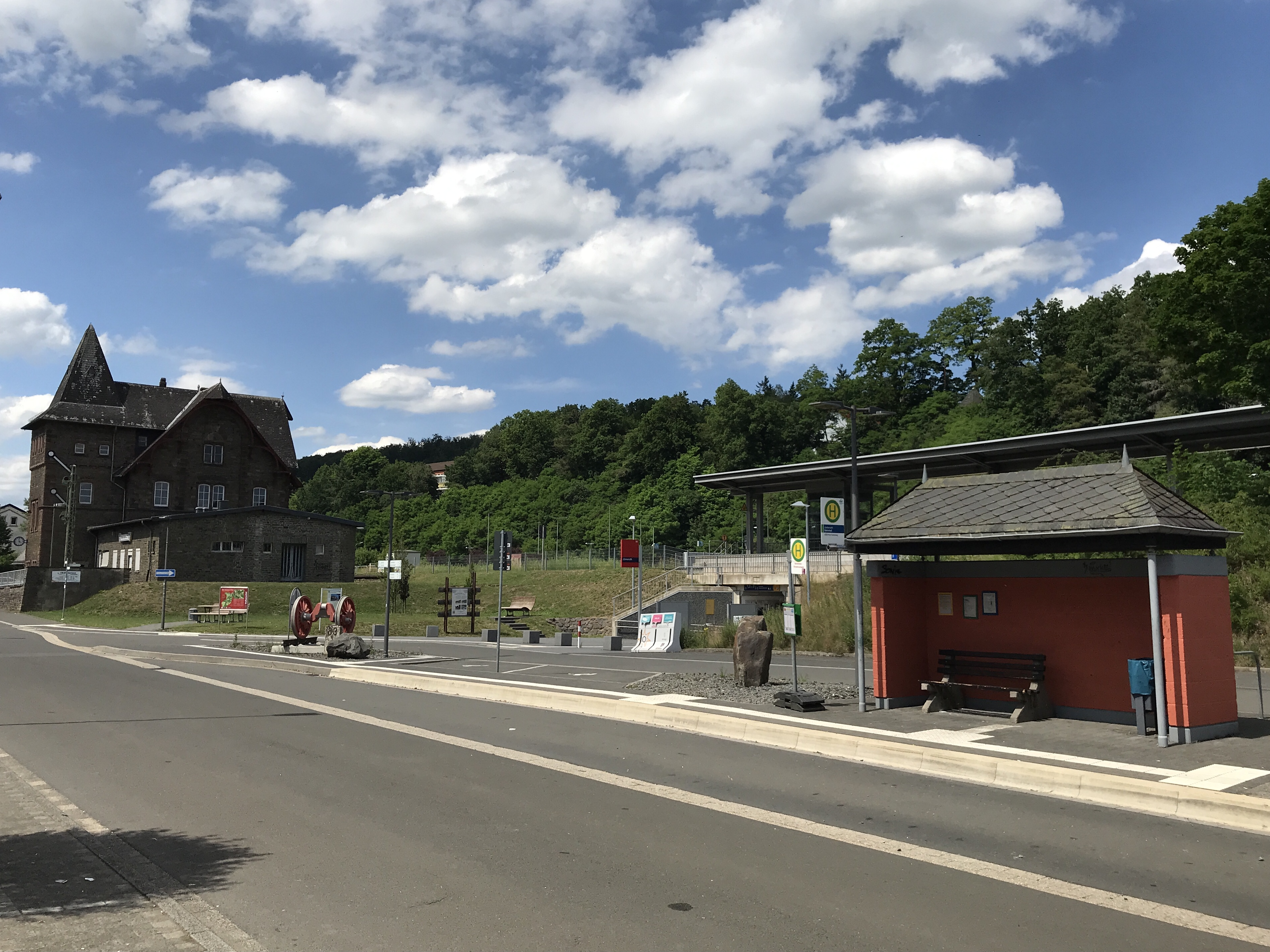
Gesamtanlage mit Bushaltestelle östlich des Bahnhofsgebäudes (links)

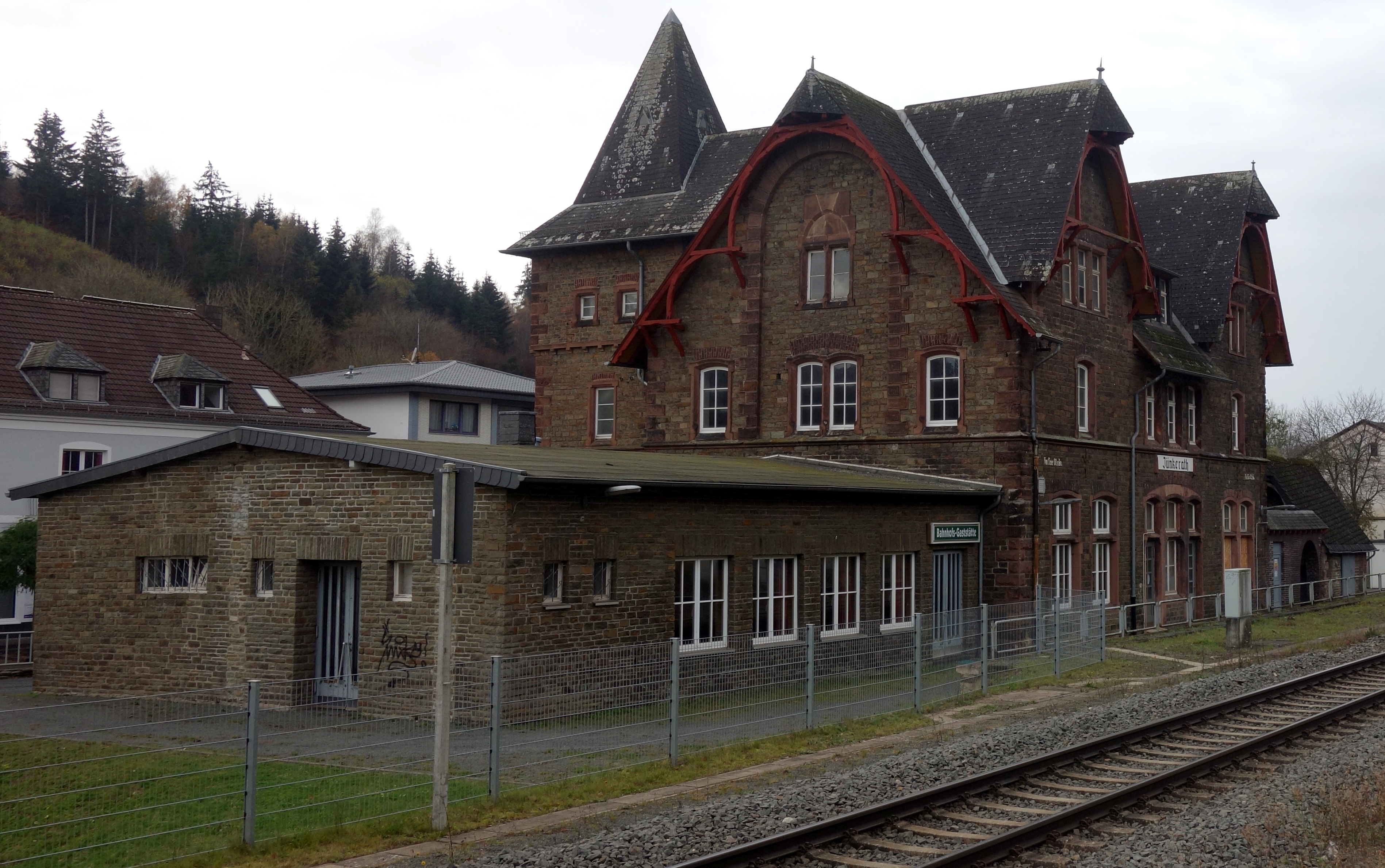
Blick von den Gleisen auf das Empfangsgebäude

Das Bahnhofsgebäude steht seit 1978 unter Denkmalschutz. Das Hauptgebäude besteht im Wesentlichen aus rotem Bruchstein und hat ein separates Nebengebäude. Das Gebäude repräsentiert die ehemalige Bedeutung von Jünkerath als Eisenbahnknoten und wichtigen Standort der Eisenindustrie in der Eifel. Zudem fügt es sich in den einheitlichen Stil der entlang der Eifelstrecke erbauten Bahnhofsgebäude ein. Dabei wurden jene prunkvollen „Schlösser“ von dem Geld, das Frankreich als Kriegsschuld nach dem Deutsch-Französischen Krieg an Deutschland zahlen musste, finanziert.
Da der Bahnhof Jünkerath zunächst nur als Bahnhof für die Jünkerather Hütte entstand, wirkten die Gleisanlagen mitsamt Lokschuppen insbesondere zu Beginn des Baus für die abgeschiedene Lage des Bahnhofs überdimensioniert. Bereits 1871 erhielt die Hütte ein eigenes Anschlussgleis an den Bahnhof. Wegen seiner stetig zunehmenden wirtschaftlichen und verkehrstechnischen Bedeutung wurde der Bahnhof in der Folgezeit noch mehrfach erweitert. Anfang des 20. Jahrhunderts verfügte der Bahnhof über vier Stellwerke.
Bei den Modernisierungsmaßnahmen von 2011 bis 2016 entstanden eine neue Unterführung, neue Sitzgelegenheiten, neue Uhren und neue Informationsvitrinen. Außerdem wurden die Bahnsteige auf 76 Zentimeter angehoben, um Barrierefreiheit zu ermöglichen. Darüber hinaus wurde der gesamte Bahnhof als Nichtraucherstation gekennzeichnet.
Im Rahmen der Maßnahmen wurde eine Fahrgastbefragung durchgeführt. Die Umfrage ergab, dass 95 Prozent der Fahrgäste die Züge nur von Montag bis Freitag benutzen. Davon pendelt ungefähr die Hälfte zum Arbeitsplatz. 54 Personen gaben an, zu Fuß zu kommen, 94 Personen mit Auto und 32 Personen mit Bussen. 260 Personen sprachen sich für einen Ausbau der Park&Ride-Möglichkeiten im Bahnhof aus. Daher entstanden beim Umbau auf dem Bahnhofsgelände neue Parkplätze. Das kostete etwa 569.000 Euro, wovon die Gemeinde Jünkerath selbst etwa 149.000 Euro übernahm.
Bei den Umbaumaßnahmen wurde stets darauf geachtet, den Zugverkehr nicht zu behindern. Dazu wurde der Fahrplan umgestellt. Insgesamt kostete der Umbau sechs Millionen Euro, wovon die Deutsche Bahn 3,2 Millionen, das Land 1,3 Millionen und die Gemeinde Jünkerath 514.000 Euro übernahmen.

## Heutige Nutzung

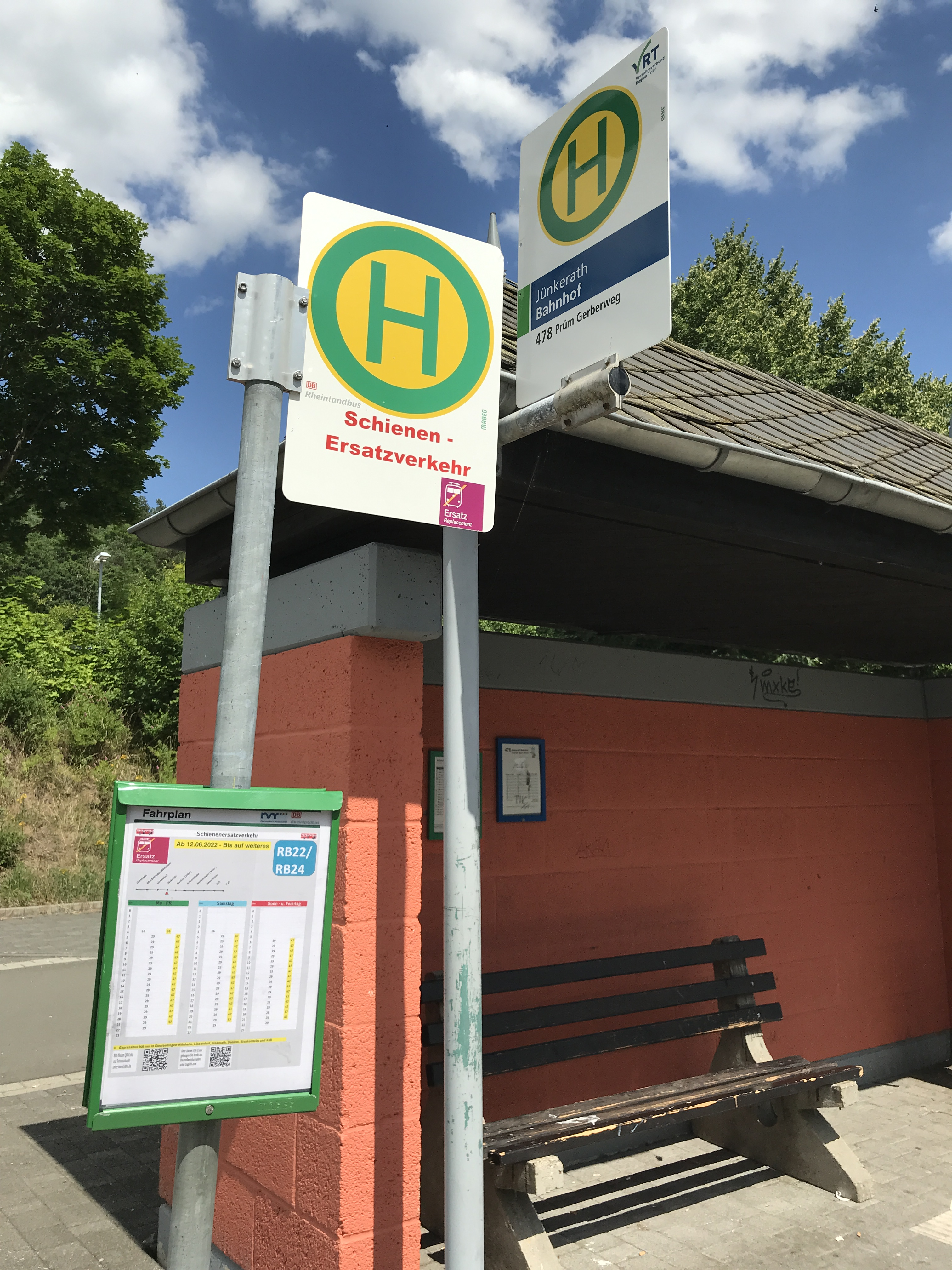
Schienenersatzverkehr

Im Schienenpersonennahverkehr wird der Bahnhof Jünkerath täglich im Stundentakt von der Eifel-Express (RE 22) und nur Mo–Fr im Berufsverkehr von der Eifel-Bahn (RB 24) bedient. Zusätzlich verkehren einzelne Zugpaare des Eifel-Mosel-Express von Köln nach Trier und zurück.
| Linie       | Verlauf | Takt              |
| ----------- | --- | ----------------- |
| RE 12       | Eifel-Mosel-Express: Köln Messe/Deutz – Köln Hbf – Köln Süd – (Erftstadt – Weilerswist –) Euskirchen (– Mechernich – Kall – Jünkerath – Gerolstein – Bitburg-Erdorf – Trier Hbf) (aufgrund von Hochwasserschäden längerfristig im Schienenersatzverkehr zwischen Kall und Trier Hbf) Stand: Fahrplanwechsel Dezember 2023 | einzelne Zugpaare |
| RE 22 RB 22 | Eifel-Express: Köln Messe/Deutz – Köln Hbf – Köln West – Köln Süd – Erftstadt – Weilerswist – Euskirchen – Mechernich – Kall – Urft (Steinfeld) – Nettersheim – Blankenheim (Wald) – Schmidtheim – Dahlem (Eifel) – Jünkerath – Lissendorf – Oberbettingen-Hillesheim – Gerolstein (Gattungswechsel RE/RB) – Birresborn – Mürlenbach – Densborn – Usch/Zendscheid – St. Thomas – Kyllburg – Bitburg-Erdorf – Hüttingen – Philippsheim – Speicher – Auw an der Kyll – Daufenbach – Kordel – Ehrang – Pfalzel – Trier Hbf (aufgrund von Hochwasserschäden längerfristig im Schienenersatzverkehr zwischen Kall und Gerolstein) Stand: April 2023 | 60 min            |
| RB 24       | Eifel-Bahn: Köln Messe/Deutz – Köln Hbf – Köln West – Köln Süd – Hürth-Kalscheuren – Brühl-Kierberg – Erftstadt – Weilerswist – Weilerswist-Derkum – Euskirchen-Großbüllesheim – Euskirchen – Satzvey – Mechernich – Scheven – Kall – Urft (Steinfeld) – Nettersheim – Blankenheim (Wald) – Schmidtheim – Dahlem (Eifel) – Jünkerath – Lissendorf – Oberbettingen-Hillesheim – Gerolstein (aufgrund von Hochwasserschäden längerfristig im Schienenersatzverkehr zwischen Kall und Gerolstein) Stand: April 2023 | einzelne Züge     |

Durchgeführt wird der Schienenpersonennahverkehr von der DB Regio NRW, die für den Eifel-Express und die Eifel-Bahn Diesel-Triebwagen des Herstellers Alstom LINT 51 und LINT 81 verwendet.
Seit der Flutkatastrophe 2021 verkehren von Jünkerath nach Gerolstein und nach Kall nur Busse des Schienenersatzverkehrs.

## Eisenbahnmuseum Jünkerath
In der Nähe des Bahnhofs befindet sich das Eisenbahnmuseum Jünkerath. Das Museum wurde 1991 in einem nicht mehr genutzten Gebäude der Berufsschule errichtet. Das Eisenbahnmuseum stellt vor allem Exponate wie Fahrkarten und Ausstattungen von Zugbegleitern und den Zügen selbst aus.